# Mistrzostwa Świata w Zapasach 2024
Mistrzostwa Świata w Zapasach 2024 odbyły się w dniach 28 – 31 października w Tiranie w Albanii, w Tirana Olympic Park. Rozegrano zawody tylko w konkurencjach nieobecnych w programie Igrzysk Olimpijskich 2024 w Paryżu.

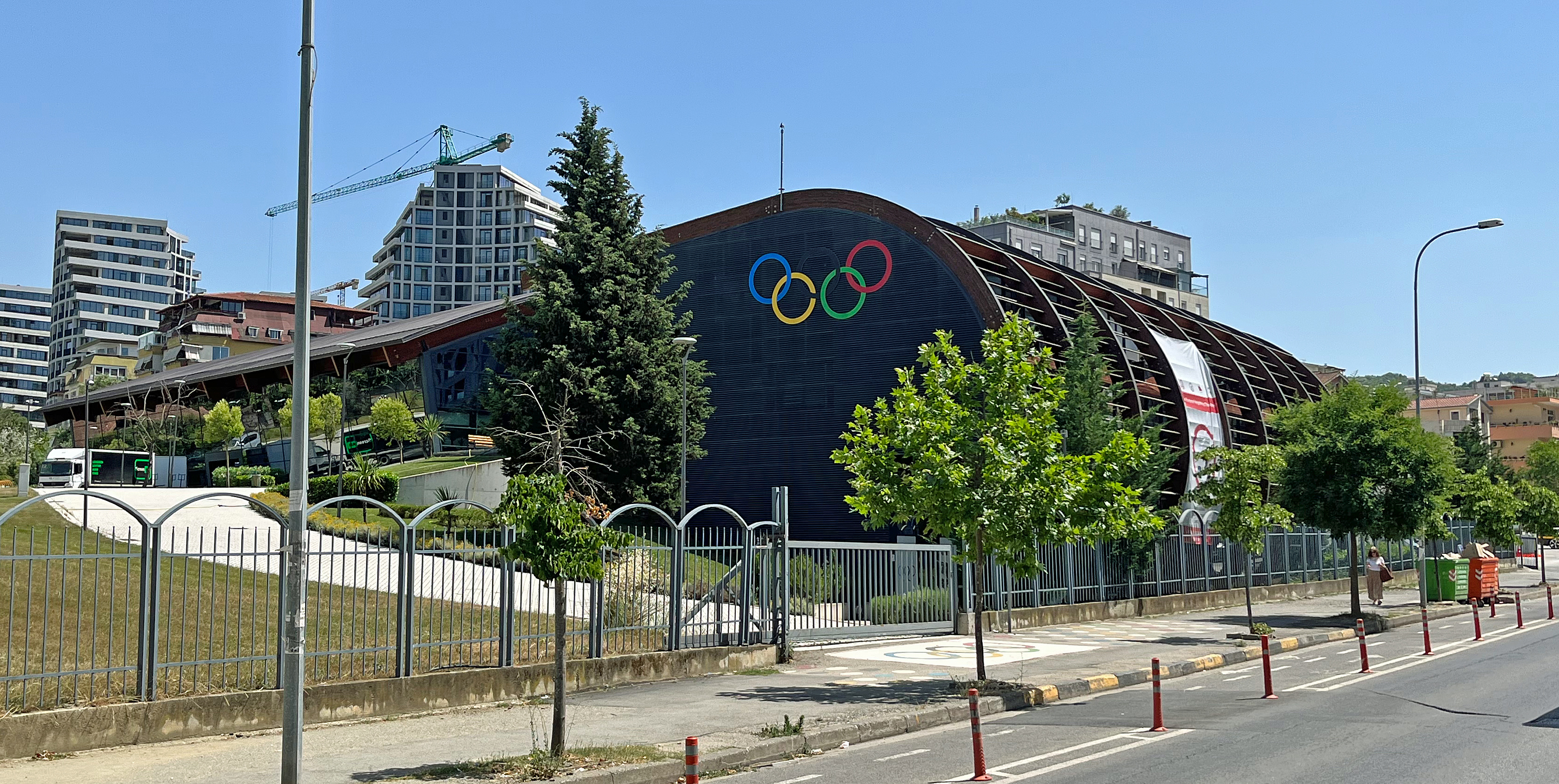
Hala

## Reprezentacja Polski
- (Tylko 1 walka wygrana, 10 przegranych)

### kobiety[2]
- styl wolny (0-3)
  - Jowita Wrzesień (CSiR Dąbrowa Górnicza) – 12 m. (55 kg) * Przegrała z Elvirą Kamaloğlu z Turcji.
  - Magdalena Głodek (KS Bloczek Team Pelplin) – 20 m. (59 kg) * Przegrała z Bułgarką Eweliną Nikołową.
  - Natalia Kubaty (ZKS Slavia Ruda Śląska) – 16 m. (65 kg) * Przegrała z Elis Manołową z Azerbejdżanu.

### mężczyźni
- styl klasyczny (1-4)
  - Michał Tracz (WKS Śląsk Wrocław – 10 m. (63 kg) * Wygrał z Chetanem z Indii i przegrał Jerżetem Żarłykasynem z Kazachstanu, a w repasażach przegrał z Stefanem Clémentem z Francji.
  - Mateusz Bernatek (AKS Piotrków Trybunalski) – 23 m. (72 kg) * Przegrał z Chorwatem Dominikiem Etlingerem.
  - Patryk Bednarz (RCSZ Olimpijczyk Radom) – 25 m. (82 kg) * Przegrał z Chorwatem Karlo Kodrićem.

- styl wolny (0-3)
  - Patryk Ołenczyn (LKS Dąb Brzeźnica) – 14 m. (70 kg) * Przegrał z Wasylem Szuptarem z Ukrainy.
  - Andrzej Sokalski (ZKS Slavia Ruda Śląska) – 25 m. (79 kg) * Przegrał z Kota Takahashi z Japonii.
  - Cezary Sadowski (MLUKS Karlino) – 22 m. (92 kg) * Przegrał z Ganbaatarynem Gankhuyagiem z Mongolii.

## Klasyfikacja medalowa
| Miejsce | Kraj                                   | Złoto | Srebro | Brąz | Razem |
| 1       | Japonia                                | 4     | 1      | 1    | 6     |
| 2       | Azerbejdżan                            | 3     | 0      | 0    | 3     |
| 3       | Kazachstan                             | 1     | 2      | 0    | 3     |
| .       | Indywidualni Sportowcy Neutralni (AIN) | 1     | 1      | 4    | 6     |
| 4       | Gruzja                                 | 1     | 1      | 2    | 4     |
| 5       | Iran                                   | 1     | 1      | 1    | 3     |
| 6       | Chiny                                  | 1     | 1      | 0    | 2     |
| 7       | Francja                                | 0     | 1      | 1    | 2     |
| 7       | Mongolia                               | 0     | 1      | 1    | 2     |
| 7       | Rumunia                                | 0     | 1      | 1    | 2     |
| 7       | Turcja                                 | 0     | 1      | 1    | 2     |
| 11      | Węgry                                  | 0     | 1      | 0    | 1     |
| 12      | Stany Zjednoczone                      | 0     | 0      | 4    | 4     |
| 13      | Słowacja                               | 0     | 0      | 2    | 2     |
| 14      | Armenia                                | 0     | 0      | 1    | 1     |
| 14      | Czechy                                 | 0     | 0      | 1    | 1     |
| 14      | Niemcy                                 | 0     | 0      | 1    | 1     |
| 14      | Indie                                  | 0     | 0      | 1    | 1     |
| 14      | Serbia                                 | 0     | 0      | 1    | 1     |
| 14      | Tadżykistan                            | 0     | 0      | 1    | 1     |
| Razem   | Razem                                  | 12    | 12     | 24   | 48    |

## Rezultaty

### Mężczyźni

#### Styl klasyczny
| Konkurencja        | Złoto              | Srebro            | Brąz                           |
| Kategoria do 55 kg | Eldəniz Əzizli     | Puja Dadmarz      | Denis Mihai Emin Siefierszajew |
| Kategoria do 63 kg | Nihat Məmmədli     | Jerżet Żarłykasyn | Karen Aslanian Sadyk Łałajew   |
| Kategoria do 72 kg | Ülvi Qənizadə      | Ibrahim Ghanim    | Ali Arsalan Otar Abuladze      |
| Kategoria do 82 kg | Mohammadali Garaji | Erik Szilvássy    | Ahmet Yılmaz Gela Bolkwadze    |

#### Styl wolny
| Konkurencja        | Złoto                 | Srebro             | Brąz                                      |
| Kategoria do 61 kg | Masanosuke Ono        | Ahmet Duman        | Vitali Arujau Ceweensürengijn Cogbadrach  |
| Kategoria do 70 kg | Nurkoża Kajpanow      | Yoshinosuke Aoyagi | Inałbiek Szerijew Abdułmażyd Kudijew      |
| Kategoria do 79 kg | Awtandil Kenczadze    | Magomied Magomajew | Mohammad Nochodilarimi Achsarbiek Gułajew |
| Kategoria do 92 kg | Abdułraszyd Sadułajew | Miriani Maisuradze | David Taylor Batyrbiek Cakułow            |

### Kobiety

#### Styl wolny
| Konkurencja        | Złoto        | Srebro                 | Brąz                            |
| Kategoria do 55 kg | Moe Kiyooka  | Zhang Jin              | Tatiana Debien Iryna Kuraczkina |
| Kategoria do 59 kg | Risako Kawai | Sücheegijn Cerenczimed | Mansi Ahlawat Elena Brugger     |
| Kategoria do 65 kg | Long Jia     | Kateryna Zełenych      | Macey Kilty Miwa Morikawa       |
| Kategoria do 72 kg | Ami Ishii    | Żamiła Bakbergenowa    | Adéla Hanzlíčková Kylie Welker  |